# БТА Футзал
«БТА Футзал» — казахстанский мини-футбольный клуб, базирующийся в Алма-Ате. Основан в 2007 году. Основателями клуба являются Сагындык Кусаинов и Адлет Кожанбаев.

## История
Клуб был основан в 2007 году под названием «БТА Ипотека». Первым успехом стала победа в первой лиге Казахстана. В сезоне 2011/12 гг., дебютировали в чемпионате Казахстана, и сразу же завоевали бронзовые медали. Дважды были завоеваны серебряные медали Кубка Казахстана в 2011, 2012 гг. В сентябре 2013 года было официально сообщено о расформировании «БТА Футзала».

## Достижения
- Бронзовый призер чемпионата Казахстана (2): 2011-12, 2012-13
- Серебряный призер Кубка Казахстана (2): 2011, 2012